# Visual Basic for Applications
Visual Basic for Applications（VBA）是Visual Basic的一種巨集語言，主要能用來擴展Windows的應用程式功能，特別是Microsoft Office軟體。也可說是一種應用程式視覺化的Basic Script。 1994年發行的Excel 5.0版本中，即具備了VBA的巨集功能。

## 數據類型

### 基本數據類型
即Primary Type Data，下述列表的括號內為字節數：
- Byte (1)：无符号类型，取值范围0-255
- Boolean (2)
- Integer (2)
- Long (4)
- Single (4)
- Double (8)
- Currency (8)
- Decimal (14)
- Date (8)
- String
- Object (4)
- Variant （根据分配确定）

### 自定义的数据类型
相当于C语言的struct，例如：
```
Type 自定义类型名
     元素名  As 类型
      …
     [元素名 As 类型]
End Type 
```

### 數組
```
Option
 
Base
 
0
 
'數組索引值從0開始

Option
 
Base
 
1
 
'數組索引值從1開始

Dim
 
MyArray
(
10
)
 
'聲明一個數組變量，10是最大的可用的數組索引值

MyArray
(
5
)
 
=
 
101
 
'給數組的元素賦值

Dim
 
Data
(
10
,
5
)
 
'聲明一個二維數組變量

Data
(
1
,
1
)
 
=
 
"A001"
 
'給數組元素賦值

Dim
 
cArr
(
-
11
 
To
 
20
,
 
1
 
To
 
3
)
 
As
 
String
 
'聲明一個數組，定義數組索引值的上下界

Dim
 
dArr
()
 
As
 
String
 
'聲明動態數組

ReDim
 
dArr
(
0
 
To
 
5
,
 
1
 
To
 
2
)
 
'改變動態數組的尺寸默認把原數據清除。如果保留原來的數據，必須加上參數Preserve。

                                
'使用Preserve參數時只能改變最後一維的大小

If
 
UBound
(
vTemp
)
 
=
 
-
1
 
Then

     
'判斷數組變量vTemp是否為 空數組

End
 
If

Erase
 
MyArrar
,
 
Data
 
'Erase語句清除數組元素，釋放變量佔用的空間

```

## 常量
日期常量由符号“#”将字符括起来，如#2012-1-1#。
系统定义常量有3个：True、False和Null。
固有常量是编程时引用的对象库定义的常量。所有固有常量都可以在宏或VBA代码中使用。通常，固有常量通过前两个字母来指明定义该常量。来自VB库的常量则以“vb”开头。来自Access的常量以“ac”开头。可以使用对象浏览器来查看所有对象库中的固有常量列表。
可以自行定义常量。如：
```
Global Const 符号常量名称 = 常量值
```

## 调用DLL
例如：
```
Private Declare Function getFrequency Lib "kernel32" _ Alias "QueryPerformanceFrequency" (cyFrequency As Currency) As Long
Private Declare Function getTickCount Lib "kernel32" _ Alias "QueryPerformanceCounter" (cyTickCount As Currency) As Long
```

## 控制結構

### if 語句
```
if 條件1 then
   語句1
elseif 條件2 then
   語句2
elseif ...
    ...
else
   語句n
end if
```

### Select Case 語句
```
Select Case 表達式
   Case 表達式列表1
       語句1
   Case 表達式列表2
       語句2
       ...
   Case 表達式列表n
       語句n
End Select 
```

其中的表達式列表可以为：
- 表达式                                           例： "A"
- 用逗号分隔的一组枚举表达式             例：2,4,6,8
- 表达式1 To 表达式2                          例：60   To   100
- Is 关系运算符表达式                          例：Is  < 60

### Do...Loop 語句
```
Do While或Until 條件
   語句塊1
   Exit Do
   語句塊2
Loop
```

```
Do
   語句塊1
   Exit Do
   語句塊2
Loop While或Until 條件
```

### For...Next語句
```
For 循環控制變量=初值To 終值Step 步長
   語句塊 ‘Exit For語句可以跳出循環體
Next
```

### For Each … Next語句
```
For Each 循環控制變量 In 集合變量
   語句塊 
   Exit For語句可以跳出循環體
Next 循環控制變量
```

### 跳出本次循环的continue语句
VBA没有类似C语言的continue语句。通常可如此写程序：
```
 
For
 
循環控制變量
=
初值
 
To
 
終值
 
Step
 
步長

    
Do
 
'用于模拟continue

        
語句塊
 

        
If
 
条件
 
Then
 
Exit
 
Do
 
'用于模拟continue

        
語句塊
 

    
Loop
 
While
 
False
 
'用于模拟continue

 
Next

```

### With語句
```
With 對象引用
   語句塊
End With
```

### On Error語句
```
On Error Goto 出錯處理語句的label '跳轉到出錯處理語句
```

或
```
On Error Resume Next '遇到錯誤，不管錯誤，繼續往下執行
```

### 具有控制作用的函数
- IIf(条件式,表达式1,表达式2)
- Switch(条件式1,表达式1,[条件式2,表达式2[,...,条件式n,表达式n]])
- Choose(索引式,选项1[,选项2,...[,选项n]]) '这是基于1的索引

## 其他語句